# Communauté d'agglomération de Saumur Loire Développement
La communauté d'agglomération de Saumur Loire Développement est une ancienne communauté d'agglomération française située dans le département de Maine-et-Loire et la région Pays de la Loire.
Elle se situait dans la région du Saumurois et faisait partie du syndicat mixte Grand Saumurois.

## Composition
La communauté d'agglomération de Saumur Loire Développement regroupait trente-deux communes :
| Nom                   | Code Insee | Gentilé         | Superficie (km2) | Population (dernière pop. légale) | Densité (hab./km2) |
| --------------------- | ---------- | --------------- | ---------------- | --------------------------------- | ------------------ |
| Saumur (siège)        | 49328      | Saumurois       | 66,25            | 27 301 (2014)                     | 412                |
| Allonnes              | 49002      | Allonnais       | 36,33            | 3 009 (2014)                      | 83                 |
| Antoigné              | 49009      | Antoignéens     | 17,87            | 469 (2014)                        | 26                 |
| Artannes-sur-Thouet   | 49011      | Artannais       | 6,61             | 417 (2014)                        | 63                 |
| Brain-sur-Allonnes    | 49041      | Brainois        | 33,32            | 1 981 (2014)                      | 59                 |
| La Breille-les-Pins   | 49045      | Breillois       | 27,57            | 592 (2014)                        | 21                 |
| Brézé                 | 49046      | Brézéens        | 20,05            | 1 291 (2014)                      | 64                 |
| Brossay               | 49053      | Brossayens      | 4,79             | 370 (2014)                        | 77                 |
| Chacé                 | 49060      | Chacéens        | 6,42             | 1 383 (2014)                      | 215                |
| Cizay-la-Madeleine    | 49100      | Cizéens         | 19,29            | 489 (2014)                        | 25                 |
| Le Coudray-Macouard   | 49112      | Coudraisiens    | 13,40            | 905 (2014)                        | 68                 |
| Courchamps            | 49113      | Courchampois    | 6,99             | 482 (2014)                        | 69                 |
| Distré                | 49123      | Distréens       | 14,72            | 1 671 (2014)                      | 114                |
| Épieds                | 49131      | Épiedois        | 26,99            | 734 (2014)                        | 27                 |
| Fontevraud-l'Abbaye   | 49140      | Fontevristes    | 14,82            | 1 539 (2014)                      | 104                |
| Montreuil-Bellay      | 49215      | Montreuillais   | 48,96            | 4 003 (2014)                      | 82                 |
| Montsoreau            | 49219      | Montsoreliens   | 5,19             | 447 (2014)                        | 86                 |
| Neuillé               | 49224      | Neuilléens      | 13,56            | 992 (2014)                        | 73                 |
| Parnay                | 49235      | Parnaisien      | 6,54             | 466 (2014)                        | 71                 |
| Le Puy-Notre-Dame     | 49253      | Penots          | 16,04            | 1 209 (2014)                      | 75                 |
| Rou-Marson            | 49262      | Roumarsonnais   | 12,66            | 675 (2014)                        | 53                 |
| Saint-Cyr-en-Bourg    | 49274      | Saint-Cyrien    | 8,63             | 915 (2014)                        | 106                |
| Saint-Just-sur-Dive   | 49291      | Saint-Justins   | 7,24             | 392 (2014)                        | 54                 |
| Saint-Macaire-du-Bois | 49302      | Saint-Macairois | 13,06            | 457 (2014)                        | 35                 |
| Souzay-Champigny      | 49341      | Souzéens        | 8,92             | 785 (2014)                        | 88                 |
| Turquant              | 49358      | Turquantois     | 7,86             | 580 (2014)                        | 74                 |
| Varennes-sur-Loire    | 49361      | Varennais       | 22,66            | 1 866 (2014)                      | 82                 |
| Varrains              | 49362      | Varrinois       | 3,40             | 1 238 (2014)                      | 364                |
| Vaudelnay             | 49364      | Valdenaisiens   | 25,48            | 1 192 (2014)                      | 47                 |
| Verrie                | 49370      | Verrinois       | 16,49            | 462 (2014)                        | 28                 |
| Villebernier          | 49374      | Villebernois    | 9,91             | 1 501 (2014)                      | 151                |
| Vivy                  | 49378      | Vétusiens       | 23,17            | 2 555 (2014)                      | 110                |

## Historique
Le district urbain de Saumur se transforme en communauté d'agglomération le 1er janvier 2001.
Le siège de l'intercommunalité est transféré en 2010 de la mairie de Saumur à l'espace de la CCI de Saumur.
Le 1er juillet 2013, le syndicat mixte du schéma directeur du grand saumurois approuve sa fusion avec le syndicat mixte du pays saumurois à compter du 1er janvier 2014 ; intégrant la communauté d'agglomération Saumur Loire Développement, la communauté de communes de la région de Doué-la-Fontaine, la communauté de communes du Gennois et la communauté de communes Loire Longué. Puis le 9, le syndicat mixte du Pays saumurois en fait de même. Le 26 septembre, le conseil communautaire approuve à son tour la fusion des syndicats mixtes du schéma directeur du grand saumurois et du pays saumurois.
En mars 2013, un arrêté ministériel autorise l'intercommunalité à déroger à l'interdiction d'altérer les sites de reproduction de l'espèce Tetrax tetrax (Outarde canepetière) pour les travaux d'aménagement d'une zone industrielle sur la commune de Montreuil-Bellay.
En 2014, l'intercommunalité étend ses compétences en matière de restauration du patrimoine, de participation à l'autonomie (gérontologie), et d'organisation d'événements culturels.
Le schéma départemental de coopération intercommunale de Maine-et-Loire, approuvé le 22 janvier 2016 par la commission départementale de coopération intercommunale, envisage la fusion de Saumur Loire Développement avec la communauté de communes de la région de Doué-la-Fontaine, la communauté de communes du Gennois, et la communauté de communes Loire Longué, soit l'ensemble du Pays Grand Saumurois, à partir du 1er janvier 2017.
À la suite d'un arrêté préfectoral mettant en application le schéma départemental de coopération intercommunale, la communauté d'agglomération Saumur Loire Développement, la communauté de communes Loire Longué et la communauté de communes du Gennois fusionnent avec extension aux communes de Doué-en-Anjou, Les Ulmes, Dénezé-sous-Doué et Louresse-Rochemenier pour former le 1er janvier 2017 une nouvelle communauté d'agglomération appelée Saumur Val de Loire.

## Administration

### Compétences
Cet établissement public de coopération intercommunale intervenait dans plusieurs domaines.
Compétences obligatoires :
- le développement économique,
- l'aménagement de l’espace communautaire, dont transport public,
- l'équilibre social de l’habitat,
- la politique de la ville.

Compétences facultatives et optionnelles :
- l'eau et l'assainissement,
- l'élimination et la valorisation des déchets des ménages,
- la protection et la mise en valeur de l’environnement et du cadre de vie,
- la lutte contre la pollution de l’air et les nuisances sonores,
- la création ou l'aménagement et l'entretien de voirie d’intérêt communautaire,
- la construction, l'aménagement, l'entretien et la gestion d’équipements culturels et sportifs d’intérêt communautaire,
- le service de secours et de lutte contre l’incendie,
- la gestion de parcs de stationnement d’intérêt communautaire.

Plusieurs structures dépendaient en totalité ou en partie de l’intercommunalité : l'agence de développement du Saumurois (ADS), association créée en 2000 par Saumur Agglo et la CCI de Maine-et-Loire, la maison de la création et de la transmission d'entreprises, dispositif interpartenarial tourné vers la création et la reprise d'entreprises, la maison de l'emploi Saumur Loire vallées d'Anjou, association tournée vers l’emploi et l'insertion professionnelle, etc.

### Finances
Comptes du groupement à fiscalité propre (GFP) de Saumur Loire Développement :
| Chiffres clés                             | En milliers d'euros | En euros par habitant | Chiffres 2007 |
| ----------------------------------------- | ------------------- | --------------------- | ------------- |
| Total des produits de fonctionnement (A)  | 38 915              | 601                   | 55 694        |
| Total des charges de fonctionnement (B)   | 33 183              | 512                   | 51 686        |
| Résultat comptable (R=A-B)                | 5 732               | 89                    | 4 008         |
| Total des ressources d'investissement (C) | 36 911              | 570                   | 45 586        |
| Total des emplois d'investissement (D)    | 42 594              | 658                   | 46 912        |
| Capacité d'autofinancement                | 9 044               | 140                   | 7 557         |
| Encours de la dette au 31/12              | 32 429              | 501                   | 21 835        |
| Annuité de la dette                       | 3 035               | 47                    | 16 784        |

| Fiscalité locale                                                        | Taux    |
| ----------------------------------------------------------------------- | ------- |
| Taxe d'habitation                                                       | 8,91 %  |
| Foncier bâti                                                            | 0,80 %  |
| Foncier non bâti                                                        | 2,01 %  |
| Foncier non bâti (taxe additionnelle)                                   | 26,89 % |
| Cotisation foncière des entreprises (fiscalité prof. unique ou de zone) | 22,86 % |

### Présidence
| Période    | Période       | Identité             | Étiquette          | Qualité |
| ---------- | ------------- | -------------------- | ------------------ | --- |
| 2001       | 2008          | Jean-Michel Marchand | Les Verts puis PRG | Maire de Saumur (2001-2008) Député de la 4e circ. de Maine-et-Loire (1997-2002) Conseiller général du canton de Saumur-Nord (2004-2015) |
| 2008       | avril 2014    | Michel Apchin        | UMP                | Maire de Saumur (2008-2014) |
| avril 2014 | décembre 2016 | Guy Bertin,          |                    | Maire de Neuillé (2001- ) Conseiller départemental du canton de Longué-Jumelles (2015- )                                                |

Direction générale
Marc Lenoir a dirigé la communauté d'agglomération Saumur Loire Developpement de sa création à 2015. Yann Cristel lui a succédé en tant que Directeur général des services, jusqu'à la création de la communauté d'agglomération Saumur  val de Loire (2015-2017).

## Population

### Démographie
| 2002 | 2004 | 2006   | 2009   | 2012   | 2013   |
| ---- | ---- | ------ | ------ | ------ | ------ |
| -    | -    | 61 890 | 62 724 | 62 574 | 62 508 |

### Logement
On comptait en 2009, sur le territoire de la communauté d'agglomération, 30 764 logements, pour un total sur le département de 360 144. 87 % étaient des résidences principales, et 60 % des ménages en étaient propriétaires.

### Revenus
En 2010, le revenu fiscal médian par ménage sur la communauté d'agglomération était de 16 760 €, pour une moyenne sur le département de 17 632 €.

## Économie
Sur 5 053 établissements présents sur l'intercommunalité à fin 2010, 17 % relevaient du secteur de l'agriculture (pour 17 % sur l'ensemble du département), 8 % relevaient du secteur de l'industrie, 8 % du secteur de la construction, 54 % du secteur du commerce et des services (pour 53 % sur le département) et 13 % de celui de l'administration et de la santé.